# Olivia Jordan (ambulancière)
Pour les articles homonymes, voir Olivia Jordan et Jordan.
Olivia Jordan (née le 28 janvier 1919 à Bushey et morte le 19 août 2021) est une ambulancière au début de la Seconde guerre mondiale puis la conductrice et interprète de Charles de Gaulle à Londres.

## Biographie
Olivia Matthews est née le 28 janvier 1919 à Bushey. Elle est la quatrième des filles de Christabel Stogdon et Trevor Matthews, un président de banque.
Elle grandit dans le Kent et apprend le français avec une gouvernante française. À l'âge de 17 ans, elle passe une année dans une école allemande. Elle quitte la Grande-Bretagne en janvier 1940 pour aller en France, « voir ce qui se passait ».
Le général Pierre Héring, gouverneur militaire de Paris et relation de son père, la fait entrer dans les Sections Sanitaires Automobiles Féminines, une unité paramédicale, gérée par la Croix-Rouge, attachée à l'armée française, constituée essentiellement de femmes, avec une proportion importante de volontaires étrangères.
Bien que n'ayant reçu qu'une formation rudimentaire, Olivia Jordan est envoyée au nord, sur la ligne Maginot, alors que l'armée allemande avance rapidement. Sous la bannière de la Croix-Rouge, elle soigne les troupes allemandes et alliées.
Le jour de la chute de Paris, elle est décorée de la Croix de guerre, pour son courage et son endurance, par le général Maxime Weygand.
Elle reçoit ensuite l'ordre de se diriger vers le sud, avec des soldats français mourants dans son ambulance. Son convoi se heurte à une attaque allemande à l'extérieur de Clermont-Ferrand, dans le centre de la France. « Les gares de triage étaient bombardées, mais nous avions des victimes à bord, nous ne pouvions donc pas sortir et nous cacher ou nous arrêter. J'avais tellement peur que j'ai commencé à chanter la Marseillaise à tue-tête ».
Après la capitulation de la France, elle rentre en Grande-Bretagne par ses propres moyens, est refoulée par le dernier navire britannique à quitter Saint-Jean-de-Luz qui ne veut pas embarquer de femme, et rejoint finalement son pays dans un destroyer rempli de soldats polonais.
Grâce à ses compétences linguistiques, elle devient la conductrice et interprète de Charles de Gaulle qui a installé le quartier général de la France libre à Carlton Gardens à Londres. Comme il ne dispose pas de voiture, elle utilise la Wolseley de son père jusqu'à ce que le Premier ministre Winston Churchill lui attribue un véhicule officiel.
Olivia Matthews travaille pour la France libre tout au long du blitz. Elle survit de peu à l'attentat à la bombe du Café de Paris mais en garde des séquelles auditives.
En 1943, elle épouse Peter Jordan, un architecte, et cesse de travailler.
Elle décède le 19 août 2021, à l'âge de 102 ans.

## Hommages
- Croix de guerre 1939–1945
- En 1993, elle est invitée à l'inauguration de la statue du président Charles de Gaulle à Carlton Gardens[1].